# 民族问题的实质是阶级问题
“民族问题的实质是阶级问题”是中华人民共和国民族理论界的一个命题。

## 历史
1958年，中共青海省委向中共中央上报《关于循化撒拉族自治县反革命武装叛乱事件的教训的报告》，中共中央批转的批语中说：“在阶级社会里，民族问题的实质是阶级问题”。首次提出“民族问题的实质是阶级问题”这一论断。
1963年12月6日，第二届全国人大民委召开的第四次（扩大）会议上，乌兰夫在报告中首先强调“必须认清民族问题的实质是阶级问题”。
1964年，《红旗》、《人民日报》登载署名文章《当前我国国内的民族问题和阶级斗争》，引用1963年8月毛泽东支持美国黑人斗争所说的“民族斗争，说到底，是一个阶级斗争问题”，提出“我们观察和处理民族问题时候，不论是对待国际范围内的民族殖民地问题，还是对待我国国内的民族问题；不论是对待我国民主革命时期的民族问题，还是对待我国社会主义革命和社会主义建设时期的民族问题，都必须紧紧地记住这条马克思列宁主义原理”，“在社会主义时期，无论是民族间的事实上的不平等，还是民族特点和民族差别性，都不是产生民族问题的根本原因。产生民族问题的根本原因，是由于各民族中还存在着阶级、阶级矛盾和阶级斗争，还存在着社会主义和资本主义两条道路的斗争。对于社会主义时期产生民族问题根本的原因，其所以会出现种种不适当的和错误的观点，主要是由于不懂得民族问题的实质是阶级问题这一条马克思列宁主义原理”。
1980年4月7日，中共中央转发《西藏工作座谈会纪要》的通知中指出：“在我国各民族都已实行了社会主义改造的今天，各民族的关系是劳动人民间的关系，因此，所谓‘民族问题的实质是阶级问题’的说法是错误的”。1980年7月15日，《人民日报》发表特约评论员文章《评所谓“民族问题的实质是阶级问题”》，在学术界引起讨论。
1981年6月，中共中央《关于建国以来党的若干历史问题的决议》指出，把阶级斗争扩大化伤害了许多少数民族干部和群众，“必须明确认识，现在我国的民族关系基本上是各族劳动人民之间的关系。”